# ADME
Ne doit pas être confondu avec ADEME.
| Sigles de 2 caractères   |
| Sigles de 3 caractères   |
| ► Sigles de 4 caractères |
| Sigles de 5 caractères   |
| Sigles de 6 caractères   |
| Sigles de 7 caractères   |
| Sigles de 8 caractères   |

ADME est un signal désignant quatre processus en pharmacocinétique : absorption, distribution, métabolisme et excrétion.